# Ивлева, Надежда Семёновна
Надежда Семёновна Ивлева (25 января 1932 — 9 июля 2022) — советский и российский скульптор, заслуженный художник России, Почётный гражданин Комсомольска-на-Амуре.

## Биография
Родилась в 1932 году в деревне Петровка (ныне — Орловской области), через год семья переехала в Ленинград. В 1947—1955 училась в Ленинградском художественно-промышленном училище им. Мухиной (руководитель диплома — В. И. Инга́л). После окончания училища вместе с группой товарищей (С. Николин, Н. Долбилкин, А. Буробкин) по распределению переехала в г. Комсомольск-на-Амуре. Молодые ленинградские художники и скульпторы «внесли дух новаторства в творческую обстановку города».
В Комсомольске-на-Амуре, в основном, работала в области камерной скульптуры, используя различные материалы (дерево, гипс, бронзу). Создала множество портретов как известных жителей города (мемориальные доски руководителю города А. Р. Буряку, врачу В. Л. Пендрие, художнику Г. А. Цивилёву и др.), так и людей, олицетворяющих собирательные образы («Фабричная девчонка»), занималась оформлением зданий (декоративные панно для гостиницы «Восход», рельефы для Дворца культуры в Амурске и т. п.). Многие работы выполнены совместно с мужем — скульптором Сергеем Николиным.
В 1960 годах скульптурная композиция «Нанайская мать» («Колыбельная») была представлена на первой выставке «Советская Россия». В 1965 году стала членом Союза художников России. В конце 1960-х годов работала над созданием мемориального комплекса «Землякам-комсомольчанам, павшим в боях за Родину в суровые годы Великой Отечественной войны» (инженерную часть проекта взял на себя С. Николин). Отмечается, что при изображении героев войны Ивлева сумела избежать шаблонности: «…в скульптурах нет использования излюбленного приема, характерного для произведений революционно-военной тематики — патетической динамики и обязательного взгляда-укора героя, настигающего в любом уголке площади. Герои Ивлевой смотрят за грань реального пространства, они сродни древним гигантам острова Пасхи, взгляд каждого из них устремлен в вечность». Мемориал был открыт в 1972 году и стал одной из достопримечательностей города.
В 2005 году в Комсомольске-на-Амуре была установлена ещё одна работа скульптора — памятник лётчику А. П. Маресьеву. Произведения Ивлевой находятся в художественных и краеведческих музеях Комсомольска-на-Амуре, Хабаровска, Санкт-Петербурга и др.